# Carmen Babiano Méndez-Núñez
Carmen Babiano Méndez-Núñez (Pontevedra, 1852 – Pontevedra, 1914) è stata una pittrice spagnola.

## Biografia

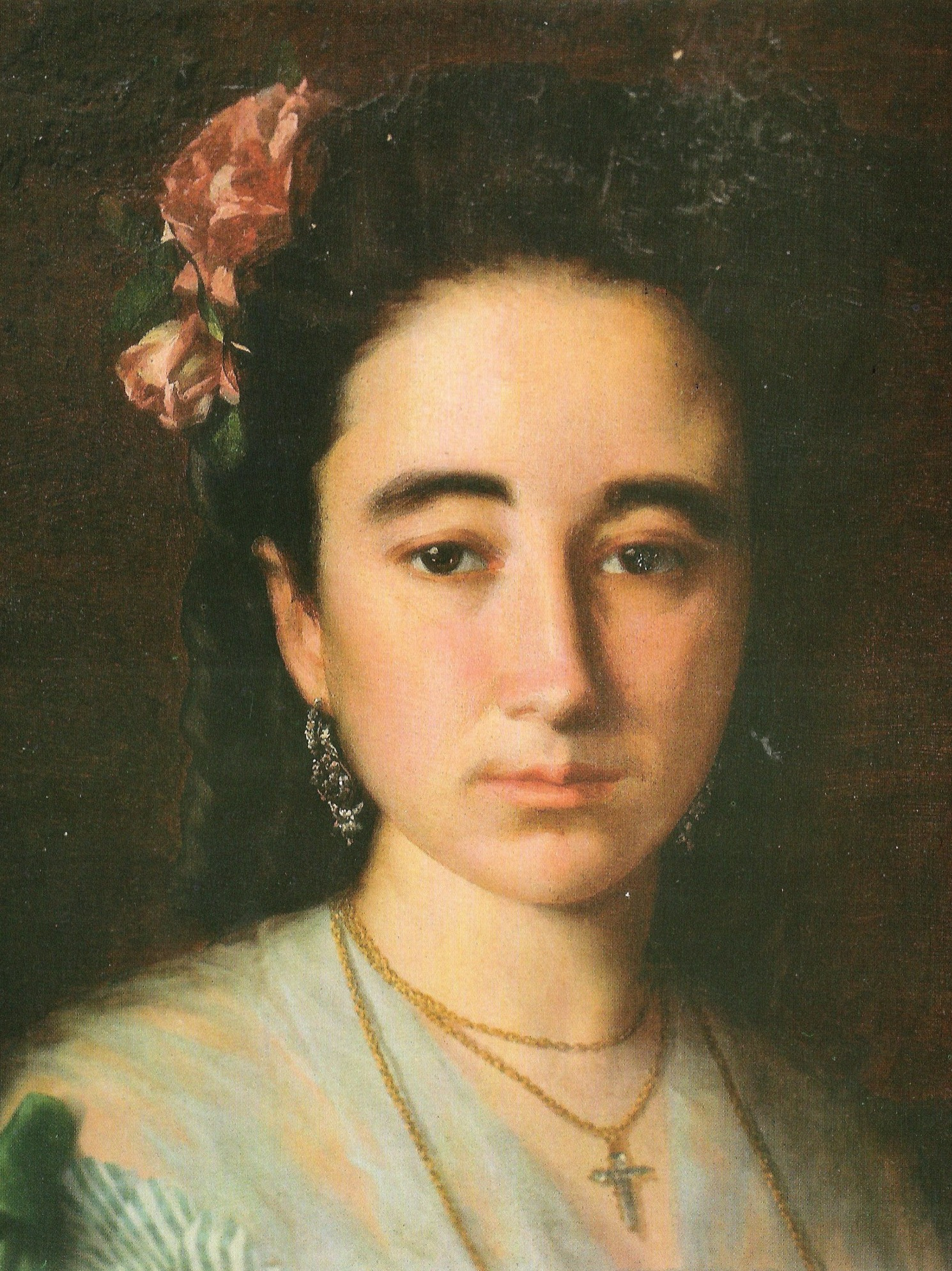
Ramón Vives y Aimer, ritratto di Carmen Babiano Méndez-Núñez

Nata in una delle famiglie più prestigiose di Pontevedra, studiò pittura con il maestro catalano Ramón Vives y Aimer. Ottenne riconoscimenti in varie esposizioni a cui partecipò, come l'Esposizione provinciale di Santiago (1875) e quella de La Coruña (1878). Di particolare rilievo il premio che ricevette all'Esposizione provinciale di Pontevedra (1880) con il quadro As pitas, oggi custodito nel Museo di quella città insieme ad una ricca collezione di disegni.
Collaborò come illustratrice al periodico La Ilustración Gallega y Asturiana.
Dopo il matrimonio, contratto nel 1882, cessò l'attività espositiva.
La grande intelligenza, l'interesse per l'arte, la musica e la cultura in generale le consentirono di trasformare la sua casa nel cenacolo culturale di maggior rilievo della Galizia. Le sue due figlie Maria e Concha Mendoza Babiano divennero anch'esse pittrici seguendo le orme materne.

## Opere principali

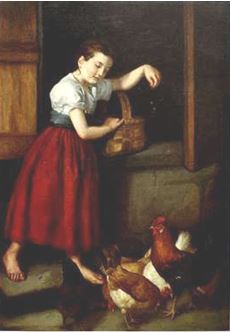
As pitas (bambina che dà da mangiare alle galline)

- 1869, Vista di Pontevedra dalla Caeira,
- 1877, Vista del Con,
- 1880, As pitas,
- 1896, Dintorni di Pontevedra,
- 1896  Castello di Sotomayor,
- 1896  Monastero di Lérez
- 1896  Tobia e l'arcangelo Raffaele,
- 1896  Ritratto di dama.[1]